# Kin Beach Provincial Park
Der Kin Beach Provincial Park ist ein 9 Hektar großer Provincial Park in der kanadischen Provinz British Columbia. Der Park liegt 10 Kilometer nördlich von Comox und befindet sich etwa 2 km abseits der Hauptstraße zum Fähranleger Little River der Fährgesellschaft BC Ferries entfernt. Der Park liegt im Comox Valley Regional District.

## Anlage
Der extrem kleine Park und sehr einfach ausgestattete Park liegt an der Strait of Georgia an Ostküste von Vancouver Island.
Bei dem Park handelt es sich um ein Schutzgebiet der Kategorie II (Nationalpark).
Da es sich bei dem Park um einen der Kategorie Class C handelt, wird er abweichend von den anderen Provincial Parks in British Columbia nicht von der Parkverwaltung BC Parks verwaltet, sondern von einem lokalen Betreiber betreut.

## Aktivitäten
Der Park bietet Zugang zum Strand und einen Picknickbereich. Darüber hinaus gibt es 18 Stellplätze für Wohnmobile und Zelte sowie eine sehr einfache Sanitäranlage.